# Elias Howe

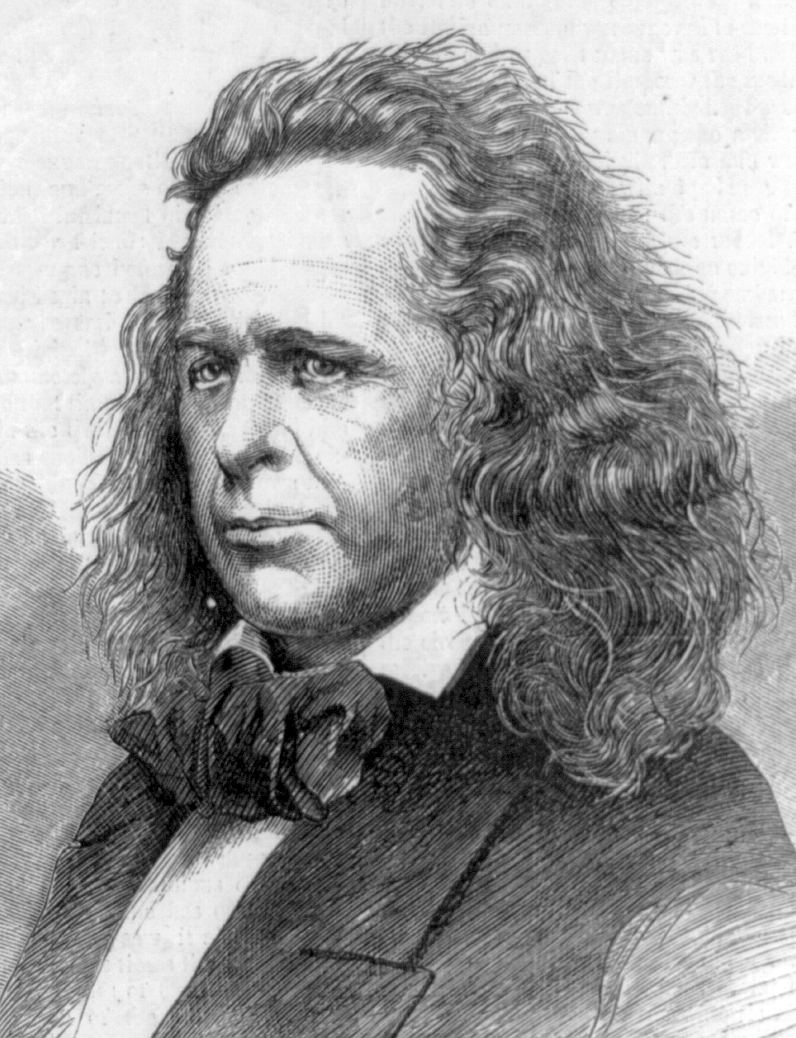
Elias Howe

Elias Howe (9. července 1819, Spencer (Massachusetts) — 3. října 1867, Brooklyn) byl americký vynálezce, který sestrojil první funkční šicí stroj.
Byl potomkem Edmunda Rice, jednoho z prvních puritánských osadníků v Massachusetts. Pracoval jako mechanik v Cambridgi, kde se od svého zaměstnavatele dozvěděl o diskusích okolo šicího stroje. V té době už existovala řada patentů, ale žádný nebyl použitelný pro masovou výrobu. Howe přišel na princip stroje s člunkem a podavačem, vytvářející vázaný steh. Ucho pro navléknutí nitě umístil na hrot jehly: podle vlastního tvrzení přišel na tento nápad ve snu (zdálo se mu, že ho zlý král pověřil, aby vyrobil šicí stroj, jinak propadne smrti; kopí, které ho mělo propíchnout, mělo v hrotu otvor). V roce 1846 si nechal Howe svůj stroj patentovat. Začal tyto stroje prodávat, ale neměl úspěch, neboť nasadil cenu 300 dolarů, která byla pro zákazníky nepřijatelná. Odešel do Anglie, ale ani tam neměl úspěch a upadl do dluhů. V roce 1849 zjistil, že Isaac Merritt Singer prodává stroje vyrobené podle jeho návodu. Podal tedy na Singera žalobu a podařilo se mu vysoudit značné odškodné — i přesto, že se u soudu objevily indicie, podle nichž s Howeovým vynálezem ve skutečnosti přišel už v roce 1833 Walter Hunt. Howe za svůj vynález obdržel mimo jiné Řád čestné legie.
V roce 1851 přišel s dalším vynálezem, mechanickým zapínačem oblečení, který se však v konkurenci zipu neprosadil. Zúčastnil se občanské války na straně Unie. Zemřel ve 48 letech na sraženinu krve způsobenou dnou. V roce 2004 byl uveden do americké National Inventors Hall of Fame.